# Dinosaur Game
The Dinosaur Game (також Chrome Dino) — це вбудована браузерна гра у браузері Google Chrome. Гравець керує піксельним тираннозавром, що біжить ландшафтом із боковою прокруткою, уникаючи перешкод, намагаючись набрати якомога більше очок. Гру створено Себастьєном Габріелем 2014 року, вона вмикається при натисканні пробілу, коли браузер не має доступу до інтернету.

## Історія та розвиток

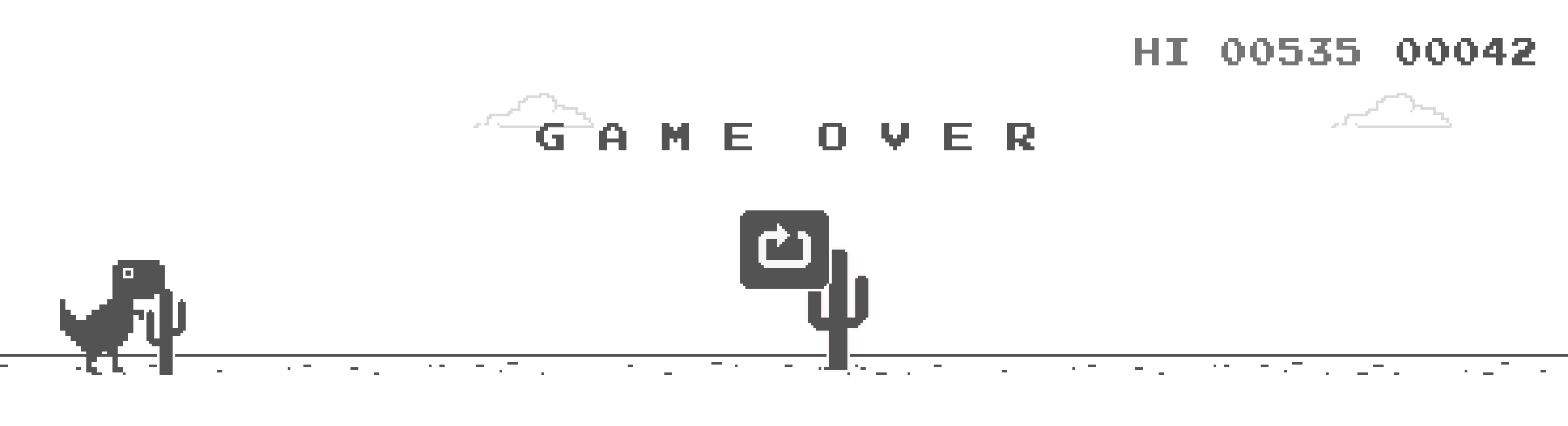
Заголовок «Кінець гри» і кнопка перезапуску після того, як гравець натикається на кактус. Зауважте, що герой витріщив очі

Під час розробки гри вона отримала назву «Project Bolan» на честь вокаліста Марка Болана з гурту T. Rex, що була популярною в 1970-х. Гра була випущена у вересні 2014 року, але погано працювала на старих пристроях. Згодом, гра була переписана та повторно випущена у грудні 2014 року. Через чотири роки гра відсвяткувала свій четвертий день народження з тематичним декоруванням.
До 10-річчя Google Chrome у гру додали пасхальне яйце: протягом вересня 2018 року в пустелі міг з'явитися торт. Коли динозавр його з'їдав, на ньому з'являвся святковий капелюх. У листопаді 2018 року Google представив функцію збереження результатів. Код гри доступний на сайті Chromium.
До Олімпійських ігор 2020 року в Токіо також було додано «поглиблене» пасхальне яйце, що імітує різні олімпійські заходи.

## Dino Swords
У серпні 2020 року MSCHF і 100 Thieves об'єдналися, щоб створити модифіковану версію гри під назвою Dino Swords. Dino Swords має невеликий арсенал зброї та таблеток, що сповільнюють час. При неправильному управлінні зброя може мати зворотний ефект і завдати шкоди динозавру.

## Сприйняття
Базова гра отримала широке визнання, за даними авторів, щомісяця в гру грають 270 мільйонів разів.

## Сучасні версії
Окрім власне браузеру, гру було портовано на інших майданчиках, що дозволяє грати в неї з будь-якого браузера.